# Paolo Vannucci
Paolo Renato Vannucci (Carrara, 19 settembre 1913 – Carrara, 24 giugno 1975) è stato un calciatore italiano, di ruolo portiere.
A lui e ad altri tre calciatori vincitori della medaglia d'oro ai Giochi olimpici di Berlino, tutti originari di Carrara, è intitolato lo stadio della città toscana, il cui nome completo è "Stadio comunale dei Marmi L. Marchini, A. Piccini, P. Vannucci, B. Venturini".

## Carriera

### Club
Cresciuto nella Carrarese, con la quale dal 1931 al 1935 ha disputato complessivamente 80 partite in Prima Divisione (la terza serie dell'epoca), ha in seguito giocato per tre stagioni consecutive in Serie B con la maglia del Pisa, dal 1935 al 1938, totalizzando complessivamente 34 presenze nel campionato cadetto.
All'età di 25 anni terminò la carriera da calciatore per dedicarsi totalmente, con brillanti risultati, nella professione di avvocato.

### Nazionale
È stato il portiere di riserva della Nazionale italiana ai Giochi olimpici di Berlino 1936.
Nel 1936 fu chiesto al tecnico Vittorio Pozzo, già campione del mondo, di allestire per i Giochi olimpici di Berlino un team fatto di calciatori universitari o iscritti negli istituti di istruzione superiore, in modo da poter raggiungere lo status, vincolante, di squadra dilettante. Vannucci, essendo studente presso la facoltà di legge dell'Università di Pisa, fu convocato come portiere di riserva; oltre a lui, furono convocati altri tre giocatori originari di Carrara: l'altro portiere Bruno Venturini, il difensore Achille Piccini ed il centrocampista Libero Marchini.

## Palmarès

### Nazionale
- Oro olimpico: 1

Berlino 1936